# ليام دان
ليام دان (بالإنجليزية: Liam Dunn)‏ مواليد 12 نوفمبر 1916 في نيوجيرسي - الوفاة 11 أبريل 1976 في كاليفورنيا، الولايات المتحدة، هو ممثل أمريكي بدأ مسيرته الفنية سنة 1947. امتدت مسيرته الفنية لأكثر من 29 عاما.

## الأعمال
- بابيلون
- بلازينج سادلس
- فرانكشتاين الصغير

## روابط خارجية
- ليام دان على موقع IMDb (الإنجليزية)
- ليام دان على موقع ألو سيني (الفرنسية)
- ليام دان على موقع تيرنر كلاسيك موفيز (الإنجليزية)
- ليام دان على موقع أول موفي (الإنجليزية)
- ليام دان على موقع قاعدة بيانات برودواي على الإنترنت (الإنجليزية)
- ليام دان على موقع قاعدة بيانات الأفلام السويدية (السويدية)
- ليام دان على موقع قاعدة بيانات الفيلم (الإنجليزية)
- ليام دان على موقع كينوبويسك (الروسية)